# Sawai (Ehrentitel)
Der Ehrentitel Sawai wurde in Indien seit dem 17. Jahrhundert an hochrangige oder besondere Personen vergeben. Er stammt aus der Sanskrit-Sprache und bedeutet wortwörtlich so viel wie „eineinviertel“; er bezeichnete folglich Personen, die über ein Viertel mehr an Stärke, Tapferkeit oder Intelligenz verfügten als der Durchschnitt. Unter den Briten wurde der Titel erblich.

## Titelträger
- Einer der ersten Titelträger war der erst elfjährige Maharaja Jai Singh II. von Amber (später Jaipur), dem der Großmogul Aurangzeb im Jahr 1699 diesen Ehrenbeinamen verlieh. Letzter Inhaber des Titels Sawai war Bhawani Singh (reg. 1970–2011).[1]
- Der Marathenfürst (Peshwa) Madhav Rao II. trug den Titel Ende des 18. Jahrhunderts bis zu seinem Tod im Jahr 1795.
- Anlässlich einer Feier zur Kaiserkrönung Victorias im Jahr 1877 verliehen die Briten den Titel Sawai an Ranjor Singh, den Herrscher des Fürstenstaats von Ajaygarh.[2]
- Die Briten verliehen den Titel an Khengarji III., den Maharaja von Kutsch im Jahr 1885.
- Auch der Maharaja von Orchha, Pratap Singh, wurde mit dem erblichen Titel Ende des 19. Jahrhunderts ausgezeichnet.